# Älvkarleby (gemeente)
Älvkarleby is een Zweedse gemeente in Uppland. De gemeente behoort tot de provincie Uppsala län. Ze heeft een totale oppervlakte van 615,8 km² en telde 9041 inwoners in 2004.
De rivier Dalälven doorkruist de gemeente vanuit de bossen in het zuiden naar de zee in het noorden.

## Plaatsen
- Skutskär
- Älvkarleby (plaats)
- Gårdskär
- Marma
- Långsand
- Älvkarleö
- Färjbäcken
- Myrbo